# Brahim Mahrez
Pour les articles homonymes, voir Brahim (homonymie).
Brahim Mahrez, né en 1972 à Saint-Pierre-des-Corps dans la banlieue de Tours, plus connu sous son nom de scène Brahim, est un chanteur français de reggae.

## Biographie
Brahim Mahrez naît à Saint-Pierre-des-Corps dans la banlieue de Tours, de parents d'origine algérienne,. Entre 1989 et 1995, il fait partie du Wadada Sound System en tant que chanteur et parcourt les routes des sound systems de province. Son premier album, Dans quel monde on vit, sort en 2000. Enregistré à Londres et réalisé par Yovo et Giovanny au studio Jet Star, il est mixé par l'ingénieur du son anglo-jamaïcain Godwin Logie,. Le disque se vend à 10 000 exemplaires. L'artiste part en tournée et joue notamment en première partie du groupe Toots and the Maytals.
Après le succès de son premier disque, Brahim retombe dans un relatif anonymat[réf. nécessaire]. Son second album Toujours sur la route sort en juin 2009. En avril 2012, Brahim revient avec un album intitulé Sans haine, réalisé par le guitariste et compositeur Xavier Bègue, dit Kubix.En 2014 sort son nouvel album intitulé Déconnecté dont la musique a été composée par Emmanuel Heron, dit Manudigital.

## Discographie

### Albums
- 2000 : Dans quel monde on vit

1. L'idéal
2. Dans quel monde on vit
3. Le meilleur
4. Libre et independant
5. Douce life
6. Rien à faire
7. Chacun
8. Personne n'est parfait
9. Classic
10. J'entends les cris
11. Chacun (dub version)

- 2009 : Toujours sur la route

1. Toujours sur la route
2. Assis
3. Ou
4. Sans se retourner
5. Vibrations
6. L'enclume et le marteau (feat. Cheb Tarik)
7. Faut pas croire
8. Ne mettez pas
9. Celle qu'il me faut
10. Me passer d'elle
11. Soleil
12. Sais-tu
13. Décidément
14. Toujours sur la route (instrumental)

- 2012 : Sans haine

1. Faut il
2. Sans haine
3. Clone
4. Derrière
5. Prendre le micro
6. Comment te le dire
7. Pour toi
8. A qui
9. Brique après brique (feat. Pierpoljak, Nuttea, Merlot, Asha B.)
10. Ne me quitte pas
11. Décidé
12. Bon vieux temps

- 2014 : Déconnecté

1. Notre pire ennemi
2. A peine le temps
3. La jungle
4. J'allume la télé
5. La nuit
6. Second rôle (feat. Tibé)
7. Le sable
8. Laisse-la (feat. Mighty Ki La)
9. Toujours opé
10. Tout n'est que bizness
11. Les rumeurs